# Batalla naval de Vella Lavella
La batalla naval de Vella Lavella fue un enfrentamiento entre la Armada de Estados Unidos y la Armada Imperial Japonesa que tuvo lugar la noche del 6 al 7 de octubre de 1943. Se encuadra dentro de la Campaña de las Islas Salomón de la Segunda Guerra Mundial. Durante la acción una fuerza compuesta por seis destructores de Estados Unidos atacó a una flota formada por nueve destructores japoneses al noroeste de la isla Vella Lavella en las Islas Salomón. Como consecuencia del enfrentamiento Estados Unidos perdió un destructor y otros dos recibieron importantes daños, falleciendo 103 hombres. Japón perdió un destructor y 138 hombres. Esta batalla se considera una victoria de la armada japonesa que hizo retroceder a los barcos de Estados Unidos y permitió la evacuación de una fuerza de 600 hombres de la isla de Vella Lavella mediante embarcaciones auxiliares.

## Navíos

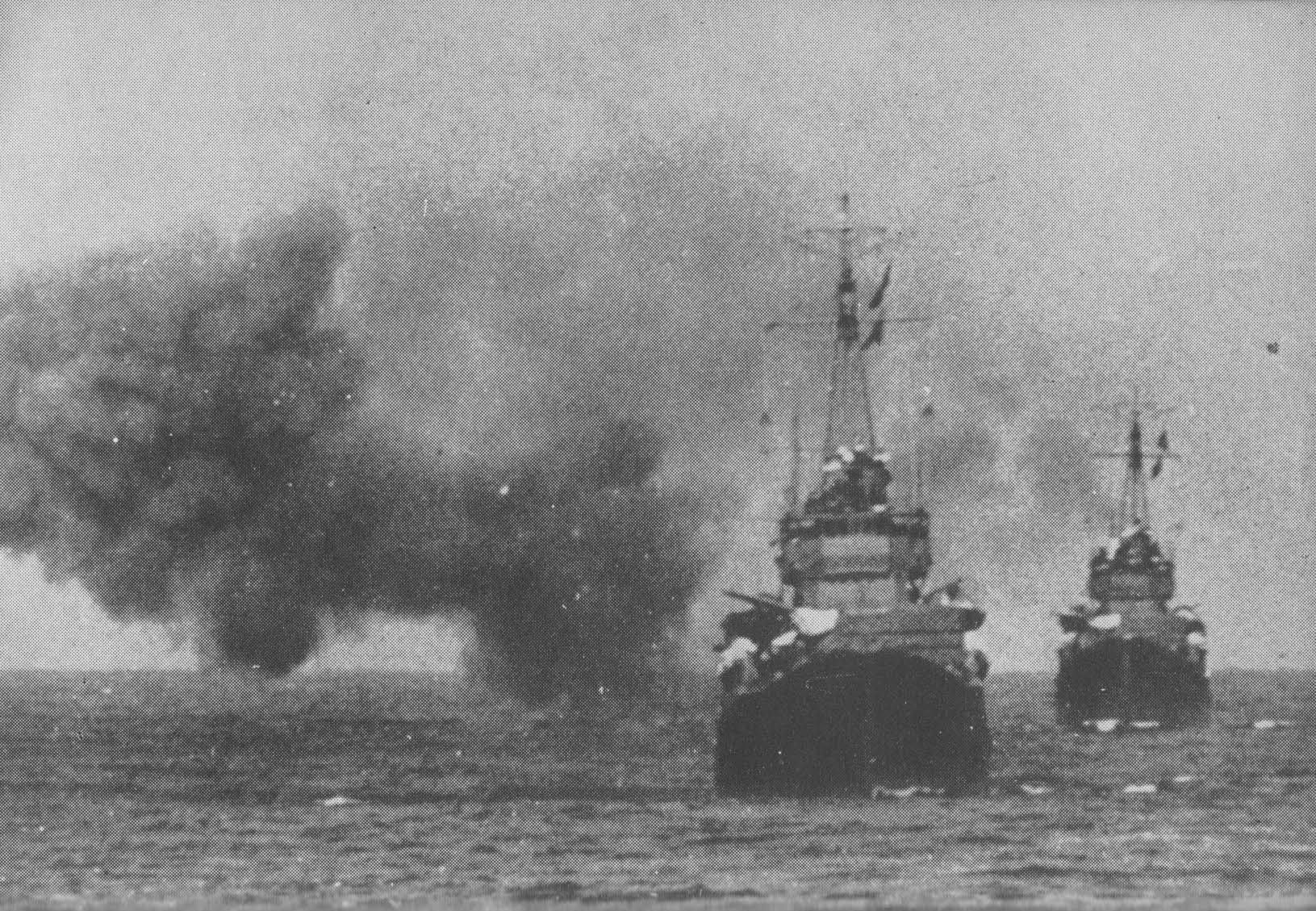
Los destructores japoneses Shigure y Samidare horas antes de la batalla de Vella Lavella

Por parte estadounidense participaron los destructores Selfridge, Chevalier y O'Bannon, al mando del capitán Frank R. Walker y los destructores Ralph Talbot, Taylor y La Vallette a las órdenes del capitán Harold O. Larson.
La fuerza japonesa estaba formada por los destructores Fumizuki, Matsukaze, Yūnagi, Akigumo, Isokaze, Kazagumo, Yūgumo, Shigure y Samidare.